# گیل گوردون

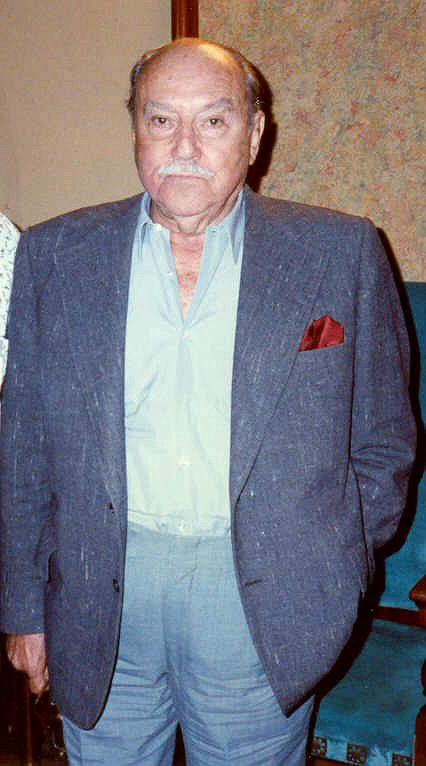

گیل گوردون (انگلیسی: Gale Gordon؛ ۲۰ فوریهٔ ۱۹۰۶ – ۳۰ ژوئن ۱۹۹۵) یک هنرپیشه اهل ایالات متحده آمریکا بود. وی بین سال‌های ۱۹۳۳ تا ۱۹۹۱ میلادی فعالیت می‌کرد.

## گزیده فیلمشناسی
از فیلم‌ها یا برنامه‌های تلویزیونی که وی در آن نقش داشته‌است می‌توان به آثار زیر اشاره کرد.
- عاشقتم لوسی (مجموعه تلویزیونی) (۱۹۵۲)
- پسرها، دور پرچم جمع شوید! (۱۹۵۸)
- کشتی را ترک نکن (۱۹۵۹)
- حومه‌نشین‌ها (۱۹۸۹)